# Сан-Педро-Ноласко
Сан-Педро-Ноласко, также известен как Остров тюленей (исп. Isla San Pedro Nolasco) — небольшой мексиканский остров в Калифорнийском заливе. В длину он тянется на 4,2 км, а в ширину на 1 км. Остров находится в 15 км от мексиканского побережья и в 28 км от города Сан-Карлос-Нуево-Гуаямас. 
Остров является природным заповедником, его прибрежные воды известны, как место для спортивной рыбалки и дайвинга.